# Foresta mediterranea di Creta
La foresta mediterranea di Creta è un'ecoregione dell'ecozona paleartica, definita dal WWF (codice ecoregione: PA1205), che si estende attraverso l'isola di Creta.
La regione fa parte della ecoregione globale 123 Formazioni forestali mediterranee, inclusa nella lista Global 200.

## Territorio
Questa ecoregione ricopre un'area molto ridotta, limitata alle catene montuose più elevate (monti Lefka, 2452 m; Monte Ida, 2456 m; Monte Ditte, 2148 m), alle colline e alle pianure dell'isola (8700 km²). Climaticamente, l'ecoregione è caratterizzata da un netto gradiente altitudinale. Nelle pianure, calde e secche, le temperature medie annue sono dell'ordine dei 17-19 °C, con precipitazioni inferiori ai 300 mm annui nella parte sud-orientale dell'isola, mentre nelle zone più elevate, fredde e umide, le temperature medie annue sono di 9-13 °C e le precipitazioni possono raggiungere i 1400 mm. Dal punto di vista geologico, le catene montuose di Creta appartengono al sistema orogenetico alpino, caratterizzato dalla prevalenza di rocce sedimentarie mesozoiche e cenozoiche quali calcari cristallini, marne, arenarie e conglomerati. La morfologia è molto complessa ed è caratterizzata da paesaggi carsici (profondi canyon, come le gole di Samariá, polje e doline).

## Flora
L'ampia varietà altitudinale di questa ecoregione fa sì che si possano individuare in essa tipi di vegetazione diversi. Le quote inferiori si distinguono dalla prevalenza di foreste di querce sclerofille sempreverdi e semidecidue (Quercus coccifera, Q. pubescens), «macchie» di carrubi (Ceratonia siliqua), ginepri (Juniperus phoenicea) ed euforbie arboree (Euphorbia dendroides). Phoenix theophrasti, una delle due specie di palma del Mediterraneo, endemica di Creta e della penisola di Datça nel sud-ovest della Turchia, è presente in alcune gole della regione costiera più orientale dell'isola (ad esempio la baia di Vai).
A medie altitudini, sono ampiamente diffuse foreste di pini mesofilli (Pinus brutia) e boschi di quercia spinosa (Quercus coccifera). Ad altitudini più elevate si incontrano impressionanti boschi di cipresso (Cupressus sempervirens), in cui cresce di frequente l'endemico acero sempreverde (Acer sempervirens). Nelle zone montuose più alte, sono presenti vaste distese di boscaglia spinosa, dove vivono molte specie endemiche.
Delle 1600 specie di piante originarie di questa regione, circa il 10% è endemico. La maggior parte di esse sono antiche forme relitte, diffuse soprattutto sulle tre catene montuose principali dell'isola, specialmente sui monti Lefka. Tra le specie endemiche più significative vi è un alberello molto raro e in pericolo di estinzione, Zelkova abelicea, nonché Cephalanthera cucullata, Cyanus baldaccii, Campanula hierapetrae, Bupleurum kakiskalae, Bellevalia brevipedicellata, Astragalus idaeus, Arum purpureospathum, Anchusa cespitosa, Origanum dictamnus, Orchis spitzelii subsp. nitidifolia e Onobrychis sphaciotica.

## Fauna
Nonostante la fauna di questa ecoregione sia piuttosto ricca, il numero di endemismi è basso. Due piccoli mammiferi sono endemici dell'isola, un toporagno (Crocidura zimmermanni) e un topo spinoso (Acomys minous). La rara ed endemica capra selvatica (Capra hircus cretica) è ancora presente in poche zone dell'isola.
Queste foreste sono considerate un importante centro di biodiversità degli uccelli. Le montagne più alte sono una delle ultime roccaforti del gipeto (Gypaetus barbatus), in pericolo di estinzione, dell'aquila reale (Aquila chrysaetos) e dell'aquila di Bonelli (Aquila fasciata). Sull'isola è stata registrata la presenza di circa 83 specie di uccelli. Originarie dell'isola sono anche tre specie di anfibi e dodici di rettili, ma nessuna di queste è endemica.

## Popolazione
L'isola di Creta, che costituisce interamente l'ecoregione della foresta mediterranea cretese, ospita una popolazione di circa 600.000 abitanti, concentrati principalmente lungo le coste e nei centri urbani principali come Iraklio (Heraklion), Chania, Rethymno e Agios Nikolaos. Le zone montuose e interne dell'isola, dove si concentrano i residui delle formazioni forestali naturali, sono invece caratterizzate da una densità abitativa molto più bassa, con piccoli villaggi spesso dediti ad attività tradizionali come la pastorizia, l'agricoltura di sussistenza e la produzione di prodotti tipici (formaggi, miele, olio d'oliva).
La pressione antropica sulle foreste di Creta ha radici antiche: fin dall'antichità l'isola è stata intensamente sfruttata per il legname da costruzione, l'espansione agricola e pastorale, e lo sviluppo di insediamenti rurali e urbani. Il dissodamento dei suoli, la costruzione di terrazzamenti e la sistematica eliminazione della copertura forestale per far spazio a pascoli e coltivazioni hanno portato, nel corso dei secoli, a una progressiva riduzione e frammentazione delle superfici boschive originarie, soprattutto nelle aree più accessibili e fertili. Il sovrapascolo da parte di capre e pecore – ancora oggi una delle principali attività economiche delle zone interne – rappresenta una delle cause principali di degrado ambientale, rallentando la rigenerazione spontanea della vegetazione e favorendo la diffusione di boscaglie degradate e macchia secondaria.
Nei decenni più recenti, la crescita del turismo ha modificato ulteriormente il rapporto tra popolazione e ambiente: se da un lato le aree costiere e urbane si sono sviluppate rapidamente, esercitando ulteriore pressione sugli ecosistemi naturali, in alcune zone montane il graduale spopolamento rurale e la diminuzione delle attività tradizionali hanno consentito una parziale rigenerazione della copertura vegetale.
Le foreste e le boscaglie residue di Creta rivestono oggi un'importanza strategica per la biodiversità, la tutela del suolo e la regolazione delle risorse idriche, oltre a rappresentare un patrimonio paesaggistico e culturale di grande valore. La loro conservazione dipende in larga misura dal coinvolgimento delle comunità locali, dalla promozione di pratiche di gestione sostenibile e dalla valorizzazione delle aree protette, oggi sempre più cruciali per garantire il futuro di questa peculiare ecoregione mediterranea.

## Conservazione

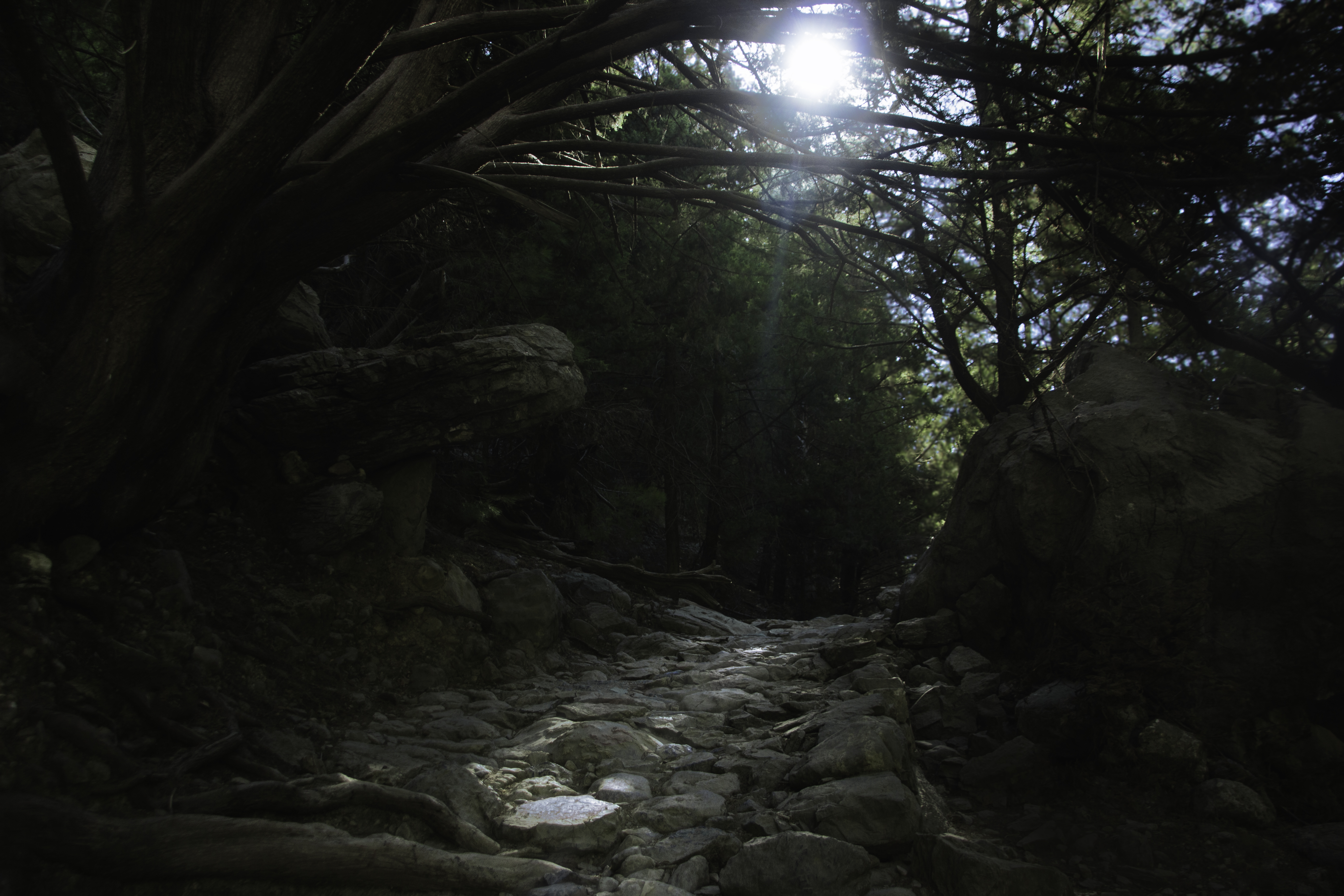
Sottobosco nella parte occidentale dell'isola

Il manto forestale di Creta si è enormemente ridotto nel corso della storia. Distese sterili, quasi del tutto prive di copertura del suolo, e boscaglie degradate costituiscono il principale paesaggio dell'isola. Durante l'età classica e medievale, Creta costituiva un importante centro per la costruzione delle navi e l'esportazione del legname. In passato il legno di cipresso era uno dei prodotti più richiesti dell'isola. Nel corso della storia il numero di abitanti e i periodi di prosperità hanno subito cicliche fluttuazioni, con un susseguirsi di uso e abuso delle risorse forestali. Il sovrapascolo e gli incendi appiccati volutamente per creare nuovi pascoli hanno contribuito alla trasformazione di vaste aree di foresta primaria in boscaglie degradate. Oggi, almeno il 50% del terreno è utilizzato per il pascolo di pecore e capre.